# Dumitru Popa (prefect al Brăilei)
Dumitru Popa (n. 1958 – d. 25 aprilie 2020) a fost un politician român care a ocupat funcția de prefect al județului Brăila între octombrie 2009 și mai 2012.
Popa și-a început cariera politică în postura de consilier local al Partidului Democrat. Începând cu iunie 2005, a fost director executiv al Agenției pentru Protecția Mediului Brăila. Înaintea numirii sale ca prefect, a ocupat postul de subprefect al județului Brăila din martie 2005 până în septembrie 2009. Începând cu august 2013, a fost director al Direcției Relații Contractuale din cadrul Casei Județene de Asigurări de Sănătate Brăila. A decedat pe 25 aprilie 2020, suferind de cancer pancreatic.